# 맥코리아

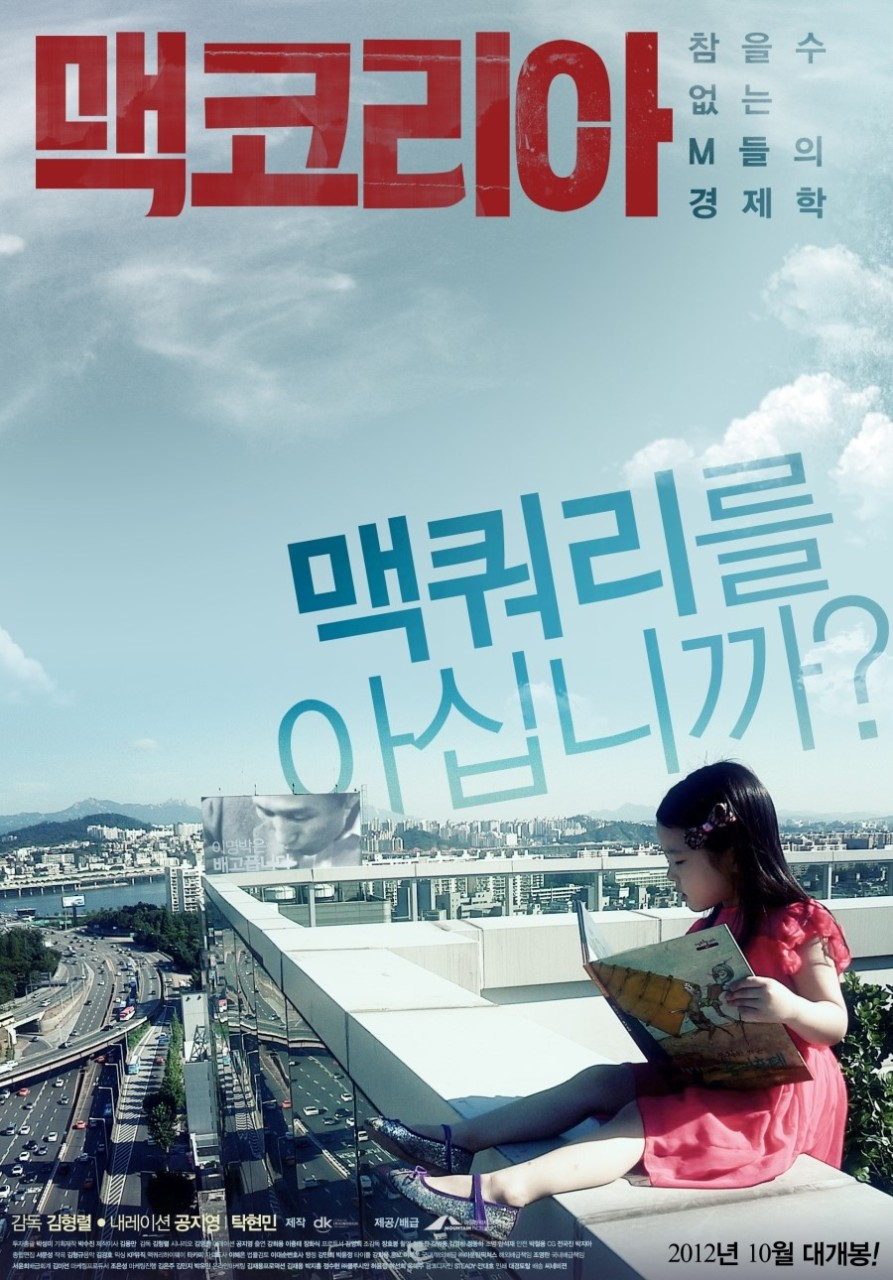
맥코리아 영화포스터

"맥코리아"는 한국에서 제작된 김형렬 감독의 2012년 다큐멘터리 영화이다. 공지영 등이 주연으로 출연하였다. 

맥쿼리는 세계적인 자산운용회사로 2002년 한국에 지사를 설립했다. 이명박 정권이 집권한 2008년 2월 이후 대한민국의 공공재인 ‘인천대교’, ‘인천공항고속도로’, ‘우면산터널’, ‘마창대교’ 등을 통해 매년 수천억원의 이자를 챙기고 있다. 국내 산업을 닥치는대로 집어 삼키고 있는 맥쿼리. 과연 독자적으로 가능한 일일까? 모두에게 물을 것이다. “맥쿼리를 아십니까?” 국회의원, 기자, 정치평론가, 맥쿼리에 의문을 제기하고 나선 사람들. 매각당사자인 공기업의 관계자들. 송경순 맥쿼리 인프라의 감독이사, 청와대의 대통령. 그리고, 우리는 아주 단순한 진리를 얻게 될 것이다. 바로, 이익을 얻는 자가 범인이라는 것!

## 출연

### 주연
- 공지영
- 탁현민
- 김형렬